# Joe Walsh
Joe Walsh (Wichita, Kansas, 20 november 1947) is een Amerikaanse rockmuzikant.

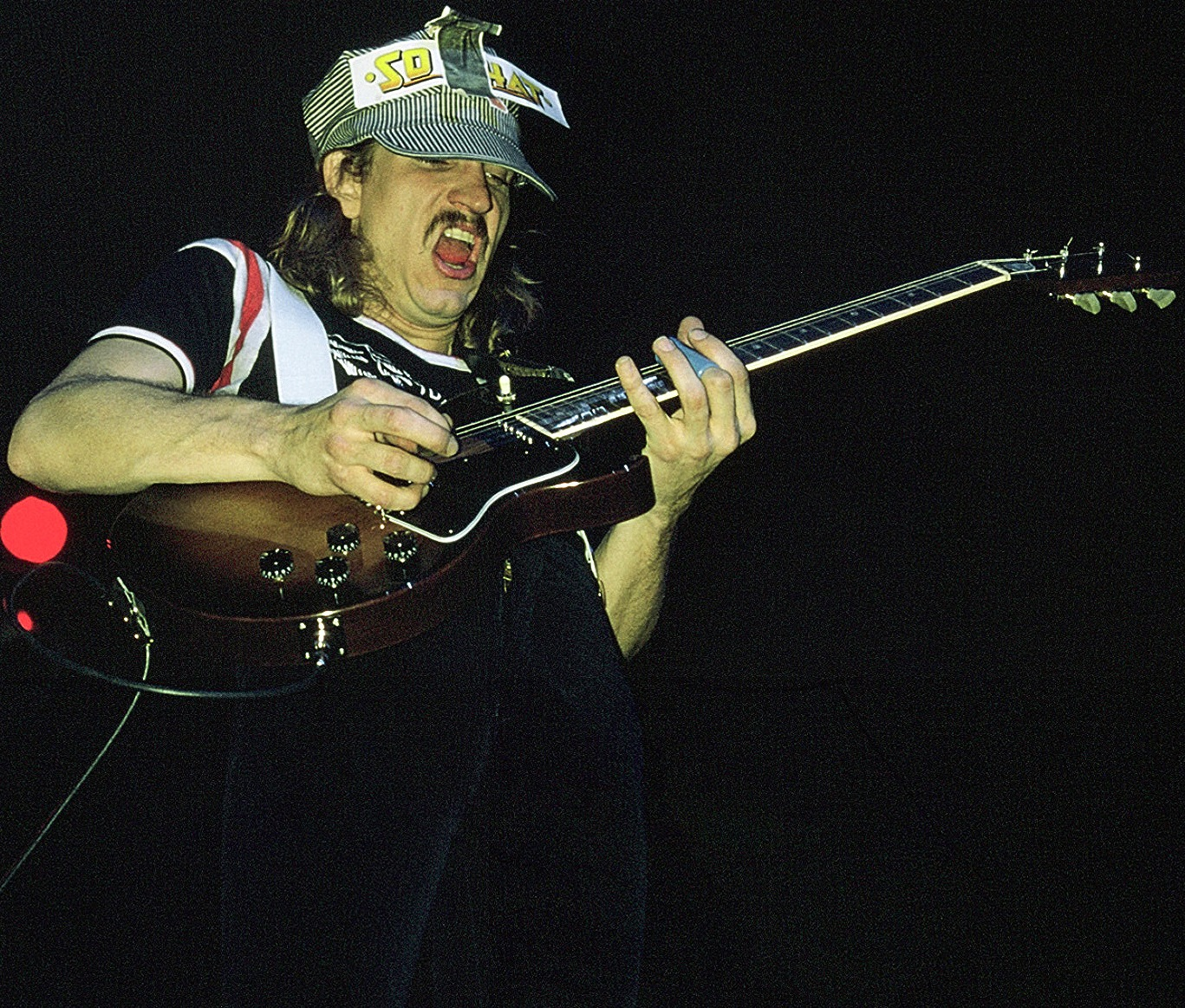
Joe Walsh

## Biografie
Walsh zat in verschillende bands tijdens zijn studententijd aan de Kent State Universiteit. Pas in 1969 kreeg hij als leadgitarist van de band James Gang wat grotere bekendheid. In 1971 verliet hij de band om een solocarrière te starten.
De eerste solowerken van Walsh, Barnstorm uit 1972 en de opvolger The Smoker You Drink, The Player You Get van 1973, benadrukten zijn status als innovatieve rockmuzikant. Zijn droge humor en zijn status van 'feestbeest' vonden vaak de weg naar zijn nummers. Meerdere nummers werden bekend via de radio, zoals Rocky Mountain Way, dat nog steeds geldt als een klassieker in het genre van de classic rock.
Na nog een studio- en een livealbum werd Walsh in 1976 uitgenodigd om tot de groep Eagles toe te treden, waar hij de vertrekkende gitarist Bernie Leadon verving. Walsh voerde bij de Eagles een hardere sound in en was sterk medebepalend voor de stijl van het succesvolle album Hotel California. Toen de Eagles enkele jaren later ten einde leek te lopen, begon Walsh weer soloprojecten te starten. Zijn elpees But Seriously Folks (1978) en There Goes The Neighborhood (1981) verkochten goed. Hij nam tijdens de jaren tachtig nog enkele albums op, maar muzikale trends gingen aan hem voorbij. Tot aan de hereniging van de Eagles en hun gemeenschappelijke tournee in de late jaren negentig zag en hoorde men weinig van hem. Zijn interesse in geestverruimende hulpmiddelen is daar mede debet aan geweest.
Door zijn veelzijdigheid op zowel de akoestische als de elektrische gitaar, was Joe Walsh als ondersteunende of sologitarist ook bij optredens van andere artiesten een graag geziene gast. Hij werkte bij live-optredens en studio-opnamen onder andere voor Dan Fogelberg en Steve Winwood. Daarnaast verscheen hij kort in de film The Blues Brothers.
Walsh is tevens actief als radiozendamateur, met de roepnaam WB6ACU.

## Discografie

### Albums
| Album met eventuele hitnotering(en) in de Nederlandse Album Top 100 | Datum van verschijnen | Datum van binnenkomst | Hoogste positie | Aantal weken | Opmerkingen   |
| ------------------------------------------------------------------- | --------------------- | --------------------- | --------------- | ------------ | ------------- |
| Barnstorm                                                           | 1972                  |                       |                 |              |               |
| The smoker you drink, the player you get                            | 1973                  |                       |                 |              |               |
| So what                                                             | 14-12-1974            | 08-02-1975            | 26              | 8            |               |
| You can't argue with a sick mind                                    | 03-1976               | 17-04-1976            | 23              | 6            | Live          |
| But seriously, folks                                                | 16-05-1978            | 10-06-1978            | 26              | 5            |               |
| The best of Joe Walsh                                               | 15-11-1978            | -                     |                 |              | Verzamelalbum |
| So far so good                                                      | 1978                  | -                     |                 |              | Verzamelalbum |
| There goes the neighborhood                                         | 10-03-1981            | -                     |                 |              |               |
| You bought it – You name it                                         | 21-05-1983            | -                     |                 |              |               |
| The confessor                                                       | 03-1985               | -                     |                 |              |               |
| Rocky mountain way                                                  | 30-09-1985            | -                     |                 |              | Verzamelalbum |
| Got any gum?                                                        | 29-10-1987            | -                     |                 |              |               |
| Ordinary average guy                                                | 23-04-1991            | -                     |                 |              |               |
| Songs for a dying planet                                            | 05-1992               | -                     |                 |              |               |
| Look what I did!                                                    | 23-05-1995            | -                     |                 |              | Verzamelalbum |
| Joe Walsh's greatest hits – Little did he know...                   | 18-11-1997            | -                     |                 |              | Verzamelalbum |
| Analog man                                                          | 08-06-2012            | 16-06-2012            | 62              | 1            |               |

| Album met hitnotering(en) in de Vlaamse Ultratop 200 albums | Datum van verschijnen | Datum van binnenkomst | Hoogste positie | Aantal weken | Opmerkingen |
| ----------------------------------------------------------- | --------------------- | --------------------- | --------------- | ------------ | ----------- |
| Analog man                                                  | 2012                  | 23-06-2012            | 123             | 1*           |             |